# Nigeria aux Jeux olympiques
Le Nigeria participe pour la première fois aux Jeux olympiques en 1952. Il a participé à quatorze Jeux olympiques d'été et une seule fois aux Jeux olympiques d'hiver.
Le pays a gagné trois médailles d'or, dix médailles d'argent et douze médailles de bronze depuis leur première participation en 1952 jusqu'en 2016.